# The Little Witch
The Little Witch ist ein US-amerikanischer Kurzfilm aus dem Jahr 1945 unter der Regie von George Templeton, der für einen Oscar nominiert war.

## Handlung
Guadalupe ist der singende und tanzende Star eines Nachtclubs in Südamerika. Sie liebt Pedro Castillo, den Orchesterleiter und Sänger des Clubs. Pedro stammt aus einer sehr wohlhabenden Familie, die nichts von seinen musikalischen Aktivitäten weiß. Als Pedros Eltern von der Romanze ihres Sohnes erfahren, glauben sie, Guadalupes Beweggründe, warum sie mit ihrem Sohn zusammen ist, zu kennen. Sie unterstellen der jungen Frau, dass sie es auf ihren Sohn abgesehen hat, weil er aus reichem Hause stammt und eine große Erbschaft zu erwarten hat.
Dona Lucia Castillo und Don Ramon Castillo müssen jedoch erkennen, dass die Vorstellungen, die ihr Sohn von seiner Zukunft hat, nicht nur beruflich, sondern auch in seiner Lebensplanung, mit ihren Plänen schwer zu vereinbaren sind. Als sie Guadalupe kennenlernen, können sie sich dem Zauber „dieser kleinen Hexe“ kaum entziehen, und revidieren ihre Meinung über die junge Frau, da ihnen das Glück ihres Sohnes Pedro am Herzen liegt.

## Produktion und Soundtrack
Der Serientitel des Films in den USA lautet: Musical Parade (1945–1946 season) #1: The Little Witch. Sein Arbeitstitel war: Olga San Juan and Bob Graham. Der Film wurde in den USA erstmals am 28. Dezember 1945 veröffentlicht und erfuhr eine Wiederveröffentlichung am 2. September 1952.
Soundtrack
- A Gay Ranchero, gesungen von Bob Graham
- Just To Know You Are Mine, gesungen von Francis Lane
- Yo Estoy Apprendiendo Ingles, gesungen und getanzt von Olga San Juan

## Auszeichnung/Nominierung
- Oscarverleihung 1946: Nominiert in der Kategorie „Bester Kurzfilm“ (2 Filmrollen)
Die Auszeichnung ging an Gordon Hollingshead und den Film Star in the Night.[1]